# سوسن‌بال
سوسن‌بال (نام علمی: Crinopteryx familiella) نام یک گونه از تیره برگ‌برندگان است.